# Circoscrizione Lombardia 3 (2017)
La circoscrizione Lombardia 3 è una circoscrizione elettorale italiana per l'elezione della Camera dei deputati.

## Storia e territorio
La circoscrizione è stata istituita dalla legge Rosato (legge 3 novembre 2017, n. 165).
Il territorio della circoscrizione comprende parte della provincia di Bergamo e parte della provincia di Brescia (già comprese, nella loro interezza, nella previgente circoscrizione Lombardia 2 assieme alle province di Como, Lecco, Sondrio e Varese).
Nel 2017 le province di Como, Lecco, Sondrio e Varese, insieme ad una parte della provincia di Bergamo, hanno costituito la nuova circoscrizione Lombardia 2: rispetto alle configurazione tracciata nel 1993, dunque, la circoscrizione Lombardia 2 ha subito lo scorporo di parte della provincia di Bergamo (inclusa nella nuova circoscrizione Lombardia 3) e dell'intera provincia di Brescia (suddivisa tra le circoscrizioni Lombardia 3 e Lombardia 4). Di conseguenza, la circoscrizione Lombardia 3 comprende la porzione della provincia di Bergamo non inclusa nella circoscrizione Lombardia 2 e la porzione della provincia di Brescia non inclusa nella circoscrizione Lombardia 4. In altri termini, non comprende:
- 35 comuni della provincia di Bergamo ricompresi nella nuova circoscrizione Lombardia 2 (divenuti 36 dal 2018 con il passaggio del comune di Torre de' Busi dalla provincia di Lecco a quella di Bergamo);
- 10 comuni della provincia di Brescia aggregati alla circoscrizione Lombardia 4 (insieme alle province di Cremona, Lodi, Mantova e Pavia, già ricomprese nella previgente circoscrizione Lombardia 3, e ad una parte della città metropolitana di Milano, già ricompresa nella circoscrizione Lombardia 1).

## Dal 2017

### Collegi elettorali

#### Dal 2017 al 2020
Alla circoscrizione sono assegnati 23 seggi: 8 sono attribuiti mediante sistema maggioritario in collegi uninominali, 15 mediante sistema proporzionale all'interno di due collegi plurinominali.
| Collegi plurinominali | Collegi plurinominali | Collegi uninominali                                                                    |
| --------------------- | --------------------- | -------------------------------------------------------------------------------------- |
|                       | Lombardia 3 - 01      | - 01 - Brescia - 02 - Lumezzane - 03 - Desenzano del Garda - 04 - Palazzolo sull'Oglio |
|                       | Lombardia 3 - 02      | - 05 - Bergamo - 06 - Albino - 07 - Treviglio - 08 - Romano di Lombardia               |

#### Dal 2020
In seguito alla riforma costituzionale del 2020 in tema di riduzione del numero dei parlamentari, alla circoscrizione sono attribuiti seggi: sono assegnati mediante sistema maggioritario, in altrettanti collegi uninominali; mediante sistema proporzionale, all'interno di due collegi plurinominali.
| Collegi plurinominali | Collegi plurinominali | Collegi uninominali                                        |
| --------------------- | --------------------- | ---------------------------------------------------------- |
|                       | Lombardia 3 - 01      | - 01 - Treviglio - 02 - Bergamo                            |
|                       | Lombardia 3 - 02      | - 03 - Lumezzane - 04 - Brescia - 05 - Desenzano del Garda |

### XVIII legislatura

#### Risultati elettorali
|                            | Lega                                | 434 549   | 34,32 | 5  | 662 516   | 52,33 | 8 |  |  |
|                            | Forza Italia                        | 162 073   | 12,80 | 2  | 662 516   | 52,33 | 8 |  |  |
|                            | Fratelli d'Italia                   | 55 073    | 4,35  | 1  | 662 516   | 52,33 | 8 |  |  |
|                            | Noi con l'Italia – UDC              | 10 821    | 0,85  | –  | 662 516   | 52,33 | 8 |  |  |
|                            | Partito Democratico                 | 254 942   | 20,14 | 4  | 294 903   | 23,29 | – |  |  |
|                            | +Europa                             | 30 780    | 2,43  | –  | 294 903   | 23,29 | – |  |  |
|                            | Civica Popolare                     | 4 842     | 0,38  | –  | 294 903   | 23,29 | – |  |  |
|                            | Italia Europa Insieme               | 4 339     | 0,34  | –  | 294 903   | 23,29 | – |  |  |
|                            | Movimento 5 Stelle                  | 227 574   | 17,97 | 3  | 227 574   | 17,97 | – |  |  |
|                            | Liberi e Uguali                     | 31 353    | 2,48  | –  | 31 353    | 2,48  | – |  |  |
|                            | CasaPound                           | 14 103    | 1,11  | –  | 14 103    | 1,11  | – |  |  |
|                            | Potere al Popolo!                   | 11 341    | 0,90  | –  | 11 341    | 0,90  | – |  |  |
|                            | Il Popolo della Famiglia            | 9 998     | 0,79  | –  | 9 998     | 0,79  | – |  |  |
|                            | Italia agli Italiani (FN - FT)      | 7 000     | 0,55  | –  | 7 000     | 0,55  | – |  |  |
|                            | Grande Nord                         | 4 412     | 0,35  | –  | 4 412     | 0,35  | – |  |  |
|                            | 10 Volte Meglio                     | 1 263     | 0,10  | –  | 1 263     | 0,10  | – |  |  |
|                            | Partito Repubblicano Italiano – ALA | 1 056     | 0,08  | –  | 1 056     | 0,08  | – |  |  |
|                            | Italia nel Cuore                    | 574       | 0,05  | –  | 574       | 0,05  | – |  |  |
| Totale                     | Totale                              | 1 266 093 | 100   | 15 | 1 266 093 | 100   | 8 |  |  |
|                            |                                     |           |       |    |           |       |   |  |  |
| Schede bianche             | Schede bianche                      | 19 364    | 1,48  |    |           |       |   |  |  |
| Schede nulle               | Schede nulle                        | 20 461    | 1,57  |    |           |       |   |  |  |
| Votanti                    | Votanti                             | 1 305 918 | 79,40 |    |           |       |   |  |  |
| Elettori                   | Elettori                            | 1 644 796 |       |    |           |       |   |  |  |
|                            |                                     |           |       |    |           |       |   |  |  |
| Fonte: Camera dei deputati |                                     |           |       |    |           |       |   |  |  |

#### Eletti

##### Eletti nei collegi uninominali
Eletti nella coalizione di centro-destra (Lega - FI - FdI - NcI-UDC)
| Collegio uninominale    | Eletto | Eletto              | Partito |
| ----------------------- | ------ | ------------------- | ------- |
| 1. Brescia              |        | Simona Bordonali    | Lega    |
| 2. Lumezzane            |        | Paolo Formentini    | Lega    |
| 3. Desenzano del Garda  |        | Mariastella Gelmini | FI      |
| 4. Palazzolo sull'Oglio |        | Alessandro Colucci  | NcI     |
| 5. Bergamo              |        | Stefano Benigni     | FI      |
| 6. Albino               |        | Daniele Belotti     | Lega    |
| 7. Treviglio            |        | Cristian Invernizzi | Lega    |
| 8. Romano di Lombardia  |        | Alessandro Sorte    | FI      |

1. ↑  In data 21.07.2022 aderisce al gruppo misto, non iscritti.
2. ↑  In data 09.09.2019 aderisce al gruppo misto, non iscritti; in data 11.09.2019 alla componente «Cambiamo! - 10 Volte Meglio»; in data 17.12.2019 torna nei non iscritti; in data 18.12.2019 aderisce alla componente «Noi con l'Italia-USEI-Cambiamo!-Alleanza di Centro»; in data 16.02.2021 alla componente «Cambiamo!-Popolo Protagonista»; in data 27.05.2021 torna nei non iscritti; in data 17.05.2022 torna nel gruppo Forza Italia - Berlusconi Presidente.
3. ↑  In data 09.09.2019 aderisce al gruppo misto, non iscritti; in data 11.09.2019 alla componente «Cambiamo! - 10 Volte Meglio»; in data 17.12.2019 torna nei non iscritti; in data 18.12.2019 aderisce alla componente «Noi con l'Italia-USEI-Cambiamo!-Alleanza di Centro»; in data 16.02.2021 alla componente «Cambiamo!-Popolo Protagonista»; in data 27.05.2021 torna nei non iscritti; in data 30.11.2021 torna nel gruppo Forza Italia - Berlusconi Presidente.

##### Eletti nei collegi plurinominali
| Collegio plurinominale | Lega                                                    | M5S                         | Partito Democratico                    | Forza Italia       | Fratelli d'Italia |
| ---------------------- | ------------------------------------------------------- | --------------------------- | -------------------------------------- | ------------------ | ----------------- |
| Collegio plurinominale |                                                         |                             |                                        |                    |                   |
| Lombardia 3 - 01       | - Giuseppe Cesare Donina - Eva Lorenzoni                | - Claudio Cominardi         | - Alfredo Bazoli - Marina Berlinghieri | - Andrea Orsini    | -                 |
| Lombardia 3 - 02       | - Giulio Centemero - Rebecca Frassini - Alberto Ribolla | - Guia Termini - Devis Dori | - Maurizio Martina - Elena Carnevali   | - Gregorio Fontana | - Guido Crosetto  |

1. ↑  In data 19.2.2021 aderisce al gruppo misto, non iscritti.
2. ↑  In data 12.07.2021 aderisce al gruppo Liberi e Uguali; in data 10.02.2022 al gruppo misto, componente «Europa Verde - Verdi Europei».
3. ↑  Dimissionario in data 20.01.2021; subentra il giorno successivo Giovanni Sanga, anch'egli dimissionario in data 13.4.2021; subentra il giorno successivo Graziella Leyla Ciagà.
4. ↑  Dimissionario in data 13.03.2019; subentra in data 15.3.2019 Lucrezia Mantovani.

### XIX legislatura

#### Risultati elettorali
|                               | Fratelli d'Italia                                       | 366 788   | 31,45 | 3 | 657 418   | 56,37 | 5 |  |  |
|                               | Lega per Salvini Premier                                | 189 176   | 16,22 | 2 | 657 418   | 56,37 | 5 |  |  |
|                               | Forza Italia                                            | 92 949    | 7,97  | 1 | 657 418   | 56,37 | 5 |  |  |
|                               | Noi Moderati                                            | 8 505     | 0,73  | – | 657 418   | 56,37 | 5 |  |  |
|                               | Partito Democratico - Italia Democratica e Progressista | 193 884   | 16,62 | 2 | 272 646   | 23,38 | – |  |  |
|                               | Alleanza Verdi e Sinistra                               | 39 263    | 3,37  | – | 272 646   | 23,38 | – |  |  |
|                               | +Europa                                                 | 35 693    | 3,06  | – | 272 646   | 23,38 | – |  |  |
|                               | Impegno Civico – Centro Democratico                     | 3 806     | 0,33  | – | 272 646   | 23,38 | – |  |  |
|                               | Azione - Italia Viva                                    | 113 010   | 9,69  | 1 | 113 010   | 9,69  | – |  |  |
|                               | Movimento 5 Stelle                                      | 67 558    | 5,79  | – | 67 558    | 5,79  | – |  |  |
|                               | Italexit                                                | 19 557    | 1,68  | – | 19 557    | 1,68  | – |  |  |
|                               | Unione Popolare                                         | 12 340    | 1,06  | – | 12 340    | 1,06  | – |  |  |
|                               | Italia Sovrana e Popolare                               | 11 235    | 0,96  | – | 11 235    | 0,96  | – |  |  |
|                               | Vita                                                    | 11 100    | 0,95  | – | 11 100    | 0,95  | – |  |  |
|                               | Noi di Centro – Europeisti                              | 1 384     | 0,12  | – | 1 384     | 0,12  | – |  |  |
| Totale                        | Totale                                                  | 1 166 248 | 100   | 9 | 1 166 248 | 100   | 5 |  |  |
|                               |                                                         |           |       |   |           |       |   |  |  |
| Schede bianche                | Schede bianche                                          | 18 077    | 1,49  |   |           |       |   |  |  |
| Schede nulle                  | Schede nulle                                            | 30 065    | 2,48  |   |           |       |   |  |  |
| Votanti                       | Votanti                                                 | 1 214 390 | 73,49 |   |           |       |   |  |  |
| Elettori                      | Elettori                                                | 1 652 489 |       |   |           |       |   |  |  |
|                               |                                                         |           |       |   |           |       |   |  |  |
| Data: 25 settembre 2022       |                                                         |           |       |   |           |       |   |  |  |
| Fonte: Ministero dell'interno |                                                         |           |       |   |           |       |   |  |  |

#### Eletti

##### Eletti nei collegi uninominali
Eletti nella coalizione di centro-sinistra (PD-IDP - AVS - +E - IC-CD)
     Eletti nella coalizione di coalizione di centro-destra (FdI - LSP - FI - NM)
| Collegio uninominale     | Eletto | Eletto               | Partito |
| ------------------------ | ------ | -------------------- | ------- |
| 01 - Treviglio           |        | Alessandro Sorte     | FI      |
| 02 - Bergamo             |        | Rebecca Frassini     | LSP     |
| 03 - Lumezzane           |        | Simona Bordonali     | LSP     |
| 04 - Brescia             |        | Maurizio Casasco     | FI      |
| 05 - Desenzano del Garda |        | Giangiacomo Calovini | FdI     |

##### Eletti nei collegi plurinominali
| Collegio plurinominale | Fratelli d'Italia                  | Partito Democratico-IDP | Lega per Salvini Premier | Azione - Italia Viva | Forza Italia  |
| ---------------------- | ---------------------------------- | ----------------------- | ------------------------ | -------------------- | ------------- |
| Collegio plurinominale |                                    |                         |                          |                      |               |
| Lombardia 3 - 01       | - Andrea Tremaglia                 | - Vinicio Peluffo       | - Giulio Centemero       | -                    | -             |
| Lombardia 3 - 02       | - Cristina Almici - Luca Sbardella | - Gian Antonio Girelli  | - Paolo Formentini       | - Fabrizio Benzoni   | - Luca Squeri |